# 韋斯頓 (麻薩諸塞州)
韋斯頓（英語：Weston）是一個位於美國麻薩諸塞州米德爾塞克斯縣的鎮。

## 人口
根據2020年美國人口普查的數據，韋斯頓的面積為44.90平方千米，當中陸地面積為44.10平方千米，而水域面積為0.80平方千米。當地共有人口11851人，而人口密度為每平方千米264人。